# Androsace carnea
Androsace carnea es una especie de la familia de las primuláceas.

## Descripción
Planta perenne, cespitosa. Hojas estrechas, lineares, con pilosidad muy fina, en rosetas laxas. Flores de 10-15 mm, rosadas, con tubo corto de 5 pétalos con un círculo central amarillo.

## Hábitat
Pastos en piso alpino y subalpino, mejor húmedos o incluso innivados, en sustrato silíceo.

## Distribución
Alpes occidentales en Francia, en Suiza y en Italia, Pirineos en Francia y en España , así como en los Vosgos y el Macizo Central.

## Subespecies
Según Flora Europaea:
- Androsace carnea subsp. brigantiaca (Jord. & Fourr.) I.K.Ferguson (Suroeste de los Alpes)
- Androsace carnea subsp. laggeri (A.Huet) Nyman (Macizo Central y Pirineos)
- Androsace carnea subsp. rosea (Jord. & Fourr.) Rouy (Macizo Central y Pirineos)

- Datos: Q160004
- Multimedia: Androsace carnea / Q160004
- Especies: Androsace carnea